# Diller Scofidio + Renfro
Diller Scofidio + Renfro è uno studio di progettazione multidisciplinare statunitense che integra architettura, arti visive e arti dello spettacolo. Con sede a New York City, Diller Scofidio + Renfro è guidato da quattro partner: Elizabeth Diller, Ricardo Scofidio, Charles Renfro e Benjamin Gilmartin, che lavorano con uno staff di architetti, artisti, designer e ricercatori.

## Storia
Lo studio è stato fondato da Elizabeth Diller e Ricardo Scofidio nel 1981; Charles Renfro è entrato a farne parte nel 1997 ed è diventato socio nel 2004. Benjamin Gilmartin è diventato partner nel 2015. Elizabeth Diller ha frequentato la Cooper Union School of Art e ha conseguito la laurea presso la Cooper Union School of Architecture. È docente di Architettura presso la University School of Architecture di Princeton e visiting professor presso la Bartlett School of Architecture.
Anche Ricardo Scofidio ha frequentato la Cooper Union School of Architecture e ha conseguito un Master in Architettura presso la Columbia University. Scofidio è professore emerito di Architettura presso la Cooper Union.
Charles Renfro ha frequentato la Rice University e ha conseguito un Master in Architettura presso la Columbia University Graduate School of Architecture, Planning and Preservation. Renfro è stato visiting professor presso la Rice University e la Columbia University, tra le altre.
Dal 1999 al 2004 la Fondazione MacArthur ha assegnato il Genius Grant agli architetti americani, meritevoli di «aver creato una forma alternativa di studio di progettazione che unisce design, performance e media elettronici con teoria e critica culturale e architettonica. Il loro lavoro esplora lo scopo dello spazio nella nostra cultura e dà prova del fatto che l'architettura, intesa come manifestazione fisica delle relazioni sociali, è ovunque, non solo negli edifici».

## Opere notevoli
Il corpus internazionale delle opere completate da Diller Scofidio + Renfro comprende la ristrutturazione del Lincoln Center a New York (inclusa la riprogettazione della Alice Tully Hall), la ristrutturazione e l'ampliamento della Juilliard School, l'Hypar Pavilion Lawn and Restaurant, l'ampliamento della School of American Ballet, i lavori di ristrutturazione dell'atrio del New York State Theatre, gli spazi pubblici in tutto il campus, Information Landscape e il President's Bridge.Nel 2013 Diller Scofidio + Renfro ha vinto il concorso internazionale di design per il Parco Zarjad'e, un nuovo spazio pubblico di 35 acri vicino al Cremlino, a Mosca, in Russia, terminato nel 2017.

## Premi
Nel 1999, la Fondazione MacArthur ha premiato Elizabeth Diller e Ricardo Scofidio con Fellowships per il loro impegno nell'integrare l'architettura con le questioni della cultura contemporanea.
Di recente sono stati nominati membri del Royal Institute of British Architects e sono stati inseriti nell'American Academy of Arts and Sciences. Nel 2012, Elizabeth Diller è stata eletta nell'American Academy of Arts and Letters e selezionata come artista Harman-Eisner dell'Aspen Institute. Nel 2013 è stata insignita della Barnard Medal of Distinction.
Altri prestigiosi premi e riconoscimenti ricevuti da Diller Scofidio + Renfro includono:
- il National Design Award dello Smithsonian;
- il Brunner Prize dell'American Academy of Arts and Letters;
- un Obie per una produzione teatrale off-Broadway;
- la Centennial Medal of Honor dell'American Academy in Rome;
- il Premio del Presidente dell'AIA;
- la Medaglia d'Onore dell'AIA e l'AIA Design Award per numerosi progetti.

Nel 2003, il Whitney Museum of American Art ha tenuto una retrospettiva del lavoro dello studio, dando riconoscimento all'approccio non convenzionale dello studio.
Nel 2009, Elizabeth Diller e Ricardo Scofidio sono stati nominati tra le 100 persone più influenti al mondo da Time Magazine e i partner sono stati presenti in uno speciale di un'ora con Charlie Rose.
Nel 2010 Fast Company ha nominato Diller Scofidio + Renfro lo studio di progettazione più innovativo e tra le 50 aziende più innovative al mondo.

## Pubblicazioni
Libri di Diller Scofidio + Renfro
- Bodybuildings: Architectural Facts and Fictions;
- Back to the Front: Tourisms of War;
- Flesh: architectural probes;
- Blur: the Making of Nothing
- Lincoln Center Inside Out: An Architectural Account, racconta un decennio di lavoro per ridisegnare un'icona di New York City.

Libri su Diller Scofidio + Renfro
- SCANNING: The Aberrant Architectures of Diller + Scofidio[10] pubblicato dal Whitney Museum e comprendente saggi di Aaron Betsky, K. Michael Hays e Laurie Anderson
- Diller + Scofidio (+ Renfro): la funzione ciliare di Guido Incerti, Daria Ricchi e Deane Simpson; e
- Diller Scofidio + Renfro: Architecture After Images[11] di Edward Dimendberg

## Regesto delle opere
Architettura
- Slow House (non realizzato, 1991)
- Ristorante Brasserie, Seagram Building, New York (2000)
- Piattaforma panoramica del World Trade Center, New York (2001)
- Blur, Swiss Expo 02, Lago di Neuchâtel (2002)
- Slither, Gifu, Giappone (2003)
- Eyebeam Museum of Art and Technology, New York (non realizzato, 2004)
- Institute of Contemporary Art, Boston (2006)
- Ampliamento della School of American Ballet, New York (2007)
- Ristrutturazione della Alice Tully Hall, New York, (2009)
- Ristrutturazione e ampliamento della Juilliard School, New York (2009)
- Ristrutturazione della lobby del New York State Theatre, New York (2010)
- Spazi pubblici del Lincoln Center, New York (2010)
- Hypar Pavilion Lawn and Restaurant, New York (2011)
- Perry e Marty Granoff Creative Arts Center, Brown University, Providence (2011)
- President's Bridge, Lincoln Center, New York, NY (2012)
- Padiglione gonfiabile stagionale dell'Hirshhorn Museum & Sculpture Garden, Washington DC (non realizzato, 2012)
- High Line, New York, Fasi 1, 2, 3 (2009, 2011, 2014)
- Parco Zaryadye, Mosca, Russia (2017)
- The Broad, Los Angeles
- Berkeley Art Museum e Pacific Film Archive, Università della California - Berkeley
- Nuovo Museo dell'immagine e del suono, Rio de Janeiro, Brasile (in costruzione)
- Columbia Business School, New York (in progettazione)
- Columbia University Medical Center Education Building, New York, NY (in costruzione)
- The Shed, Hudson Yards, New York (in progettazione)
- Espansione del Museum of Modern Art (MoMA), New York, NY (in progettazione)
- Edificio della Stanford University Art & Art History, Palo Alto, CA (in progettazione)

Installazioni e mostre
- Traffic, Columbus Circle, New York (1981)
- Memory Theatre, Ponte di Brooklyn Anchorage, Brooklyn (1987)
- Para-Site, MoMA, New York, NY (1989)
- Tourisms: suitCase Studies, Walker Art Center, Minneapolis (1991)
- Bad Press, SFMOMA, San Francisco (1993)
- Soft sell, Times Square, New York (1993)
- Vice / Virtue, Glassmanifest, Leerdam, Paesi Bassi (1997)
- American Lawn, Canadian Centre for Architecture, Montreal, Canada (1998) [12]
- Master / Slave, Fondation Cartier, Parigi (1999)
- Travelogues, Aeroporto internazionale John F.Kennedy, Queens (2001)
- Mural, Whitney Museum, New York (2003)
- Facsimile, Moscone Convention Center, San Francisco (2004)
- Ad ogni crimine la sua pena?, Fondazione Sandretto Re Rebaudengo, Torino (2008)
- Action Painting, Fondazione Beyeler, Basilea, Svizzera (2008)
- Light Sock, commissionato da Swarovski (2009)
- Catena Città, Biennale di Venezia 11 ° Mostra Internazionale di Architettura, Venezia, Italia (2008)
- Arbores Laetae, Biennale di Liverpool, Liverpool, (2008)
- Exit, Fondation Cartier, Parigi, (2009)
- Drill Baby Drill, MAXXI, Roma, Italia (2010)
- Fashion week, Canopy Entry al Lincoln Center, New York (2010)
- Open House, in collaborazione con Droog, Levittown (2011)
- How Wine Became Modern, SFMOMA, San Francisco CA (2011)
- The Art of Scent: 1889-2010, Museum of Arts and Design, New York (2012-2013)

Performance
- Moving Target, Charleroi (1996)
- EJM I e II, eseguito a livello internazionale (1998)
- Jet Lag, Multimedia Theatre Work, presentato in anteprima a New York (1998)
- Who's your DADA?, MoMA, New York (2006)
- Travelling Music, Evento 2009, Bordeaux (2009)
- Be Your Self, in collaborazione con l'Australian Dance Theatre, Adelaide (2010)

## Documentari
- Diller Scofidio + Renfro, Reimagining Lincoln Center and the High Line (registi Muffie Dunn e Tom Piper, 2012, 54 minuti)